# Pelješčanka
L'M/T Pelješčanka è un traghetto della flotta della compagnia croata Jadrolinija.
È stato costruito nel 1971 al cantiere navale di Porto Re e fa parte di una serie chiamata Škovacera (assieme a Šoltanka, Lošinjanka e Krčanka). Tutte queste navi sono state costruite per sbarcare anche in un piccolo porto.
Il Pelješčanka ha una capacità di circa 200 passeggeri e 30 auto.